# Herman Johannes den Hertog (schaker)
Herman Johannes den Hertog (Haarlemmermeer, 13 maart 1872 - Amsterdam, 8 maart 1952) was een Nederlands schaker, politicus, onderwijzer, componist, dirigent en wethouder.

## Familie
Den Hertog werd geboren in het gezin van hoofdonderwijzer/politicus Cornelis Herman den Hertog en Johanna Hillegonda Vermaas. Hij trouwde in 1900 met Geertruide Jantiene Delfgou (overleden te Doorwerth in 1965). Samen kregen ze twee zoons, de chemicus Herman Johannes den Hertog (1902-1994) en de musicus Johannes den Hertog (1904-1982).

## Biografie
Op jeugdige leeftijd was Den Hertog schaker en auteur van schaakboeken. Zo schreef hij samen met Max Euwe enkele boekjes in de reeks Practische schaaklessen en was hij schrijver van Het schaakprobleem: theorie en practijk. Hij startte zijn loopbaan in 1898 als onderwijzer, waarbij hij een voorliefde had voor de zangkunst. Ook was hij een tijd lang muziekcriticus en van 1909 tot 1914 lid van de hoofdredactie van De Telegraaf. In 1909 werd hij namens de Liberale Unie lid van de gemeenteraad van Amsterdam. Van 1914 tot 1922 was hij wethouder van onderwijs. Hij loodste het onderwijs tijdens de Eerste Wereldoorlog door de winter van 1917/1918 toen er gebrek was aan brandstof om de scholen te verwarmen. Toen op 16 april 1921 burgemeester Jan Willem Tellegen overleed, was Den Hertog enige tijd waarnemend burgemeester. Hij was vanaf 1921 leraar aan de Kweekschool in Amsterdam.
Den Hertog was voorzitter en dirigent van een jongenskoor, dat regelmatig werd ingeschakeld bij uitvoeringen van de Matthäus-Passion van Johann Sebastian Bach en symfonieën van Gustav Mahler. Als voorzitter van deze "Vereniging tot verbetering van de volkszang" organiseerde hij een aantal concerten in het Amsterdamse Concertgebouw. Hij dirigeerde hier tevens ongeveer 40 keer het "Koor der vereeniging tot verbetering van den volkszang", waarbij soms ook solisten als Frits van Duinen en Aaltje Noordewier-Reddingius acte de présence gaven. Den Hertog was tevens componist. Het koor voerde af en toe ook werk van hem uit zoals zijn Morgenwandeling en Kneuterboer. Toen het dirigeren midden jaren dertig niet meer lukte, nam zijn zoon Johannes den Hertog het van hem over. Hij schreef ook drie liederen op tekst van Isaäc Esser:
- Op, uit de tente!, voor mannenkoor (1919)
- De zwaluwen, voor zangstem en piano (1921) en
- Dageraad, voor gemengd koor (1923)

Den Hertog was ridder in de Orde van Oranje-Nassau en werd gecremeerd in Driehuis-Westerveld.